# 女帝奇英传
《女帝奇英传》是一部著名的武俠小說，梁羽生的代表作之一，文中大量运用诗词。1961年7月1日到1962年8月6日在《香港商报》上连载，时名《唐宫恩怨录》。早期在台灣出版時改名為《大唐碧血錄》。

## 简介
唐代女皇帝武则天时期，以出身李唐宗室的武林侠客李逸与初恋情人上官婉儿、武则天手下的第一美女高手武玄霜和长孙均量之女长孙璧之间的感情纠葛为主线，情节环绕着宫闱秘辛与武林风暴。

## 人物
- 李逸（男主角）：李建成之孙，尉迟炯之徒，因反对武则天欲恢复李唐江山而行走江湖经历了数次恩怨纠葛，后远走天山，娶妻生子，但终死于皇室的勾心斗角中。
- 武玄霜（女一号）：武则天的侄女，优昙神尼之徒，美艳绝伦，武艺高强，深恋李逸，无私付出却不索取回报，最后带着李逸之子李希敏离开。
- 上官婉儿（女二号）：为报家族之仇欲行刺武则天，却被其风度胸怀折服。才华横溢，同李逸青梅竹马，是其红颜知己，后陷于朝堂纷争，嫁给了新皇帝。
- 长孙璧（女三号）：为爱情而活的小女子，李逸之妻，为其生下一子（李希敏）。